# Laguna de los Patos (localidad)
Laguna de los Patos es una localidad uruguaya del departamento de Colonia.

## Ubicación
La localidad se encuentra situada en la zona suroeste del departamento de Colonia, junto a la Laguna de los Patos, sobre la ruta 1, al este de la ciudad de Colonia del Sacramento.

## Población
Según el censo del año 2011 la localidad contaba con una población de 136 habitantes.
| 136           |
| (Fuente: INE) |